# Betalingstermijn
Een betalingstermijn is de periode waarbinnen een verschuldigd bedrag betaald moet zijn.

## Bij levering van goederen of diensten
Voor leveringen aan consumenten bedraagt de betalingstermijn vaak 14 of 30 dagen, voor leveringen van bedrijven aan bedrijven is 30 dagen het meest gebruikelijk. Bij transacties tussen bedrijven mag bij overschrijding van de betalingstermijn in bepaalde situaties wettelijke rente berekend worden.

## Belastingdienst

### Nederland
De betalingstermijnen die gelden voor belastingaanslagen staan geregeld in de Invorderingswet (IW) 1990. Daarnaast staat de betalingstermijn op het desbetreffende aanslagbiljet vermeld.  
Voor gewone aanslagen en voorlopige aanslagen geldt in beginsel een betalingstermijn van zes weken, te rekenen vanaf de dagtekening van het aanslagbiljet (art. 9 lid 1 IW 1990). 
Een belangrijke uitzondering op deze regel geldt voor voorlopige aanslagen in de inkomstenbelasting of vennootschapsbelasting die zijn opgelegd in het jaar waarover geheven wordt. Dat is bijvoorbeeld een voorlopige aanslag inkomstenbelasting over het jaar 2024 die op 10 januari 2024 wordt verzonden met dagtekening 31 januari 2024. Een dergelijke aanslag mag in termijnen worden betaald. Het aantal termijnen is gelijk aan het aantal maanden dat in het kalenderjaar nog resteert na afloop van de maand waarin de voorlopige aanslag is opgelegd (art. 9 lid 5 IW 1990), in dit geval dus 11. De termijn voor de eerste betaling loopt af één maand na de dagtekening van de voorlopige aanslag. In het voorbeeld dus op 29 februari 2024. 
Navorderingsaanslagen moet worden betaald uiterlijk één maand na de dagtekening van het biljet en naheffingsaanslagen veertien dagen na de dagtekening. 
Voor een aantal in de wet genoemde bijzondere situaties geldt dat de belastingschuldige helemaal geen betalingstermijn wordt gegund. Dit is bijvoorbeeld het geval bij faillissement, een schuldsaneringsregeling, gegronde vrees voor verduistering en verhuizing naar het buitenland. In die gevallen mag de fiscus vrijwel direct na het versturen van het aanslagbiljet beslag leggen of andere invorderingsmaatregelen treffen.